# Национальный музей Бангкока
Национальный музей Бангкока (тайск. พิพิธภัณฑสถานแห่งชาติ พระนคร) — центральный национальный музей Таиланда, крупнейший музей Юго-Восточной Азии. В музее представлена коллекция произведений тайского искусства и истории. Находится в Бангкоке, в районе Пхра-Накхон, занимает бывший дворец вице-короля (или Передний дворец), расположенный между Университетом Таммасат и Национальным театром, главный фасад выходит на площадь Санам Луанг.
Музей был открыт в 1874 году королём Рамой V для хранения и экспонирования реликвий, собранных во время правления Рамы IV. К 2017 году в экспозиции представлены предметы истории Таиланда вплоть до неолита. В коллекцию, в частности, входит стела короля Рамакхамхаенга Великого, которая в 2003 году была включена ЮНЕСКО в программу «Память мира»
Помимо сохранение и экспонирования тайских артефактов периодов Дваравати, Шривиджая, Сукхотаи и Аютии, в музее имеется обширная коллекция регионального буддийского искусства, в том числе образцы индийской гандхары, искусства Тан, Тямпы, Сайлендры, кхмеров.

## История
Музей был создан королём Рамой V для частной коллекции древностей его отца, короля Рамы IV (Монгкута). Музей разместился на территории Ванг На, или Переднего дворца, который был построен для вице-короля (аналога наследного принца в Таиланде, где нет права первородства и король традиционно сам выбирал своего преемника, которым часто становился брат короля, а не сын). При Раме IV этот статус был упразднён, а освободившееся здание в 1887 году было передано под обустройство музея.
Музей стал первым публичным музеем Таиланда. Истоки коллекции восходят к 1859 году, периоду правления короля Рамы IV. Король выделил часть Большого дворца, чтобы собирать переданные ему в дар предметы искусства и артефакты.
В 1874 году по приказу Рамы V коллекция Рамы IV и другие объекты общественного интереса, были выставлены для публики в павильоне Конкордия на территории дворца. Церемония открытия состоялось 19 сентября 1874 года, и Департамент изобразительных искусств Таиланда отмечает эту дату как день основания первого национального музея.
В 1887 году музей переехал из Конкордии в Передний дворец и получил название Музей Ванг На или Музей Переднего дворца.
В 1926 году он был переименован в Бангкокский музей и впоследствии, когда в 1934 году перешёл под управление Департамента изобразительных искусств, стал называться Национальным музеем Бангкока.

## Коллекция

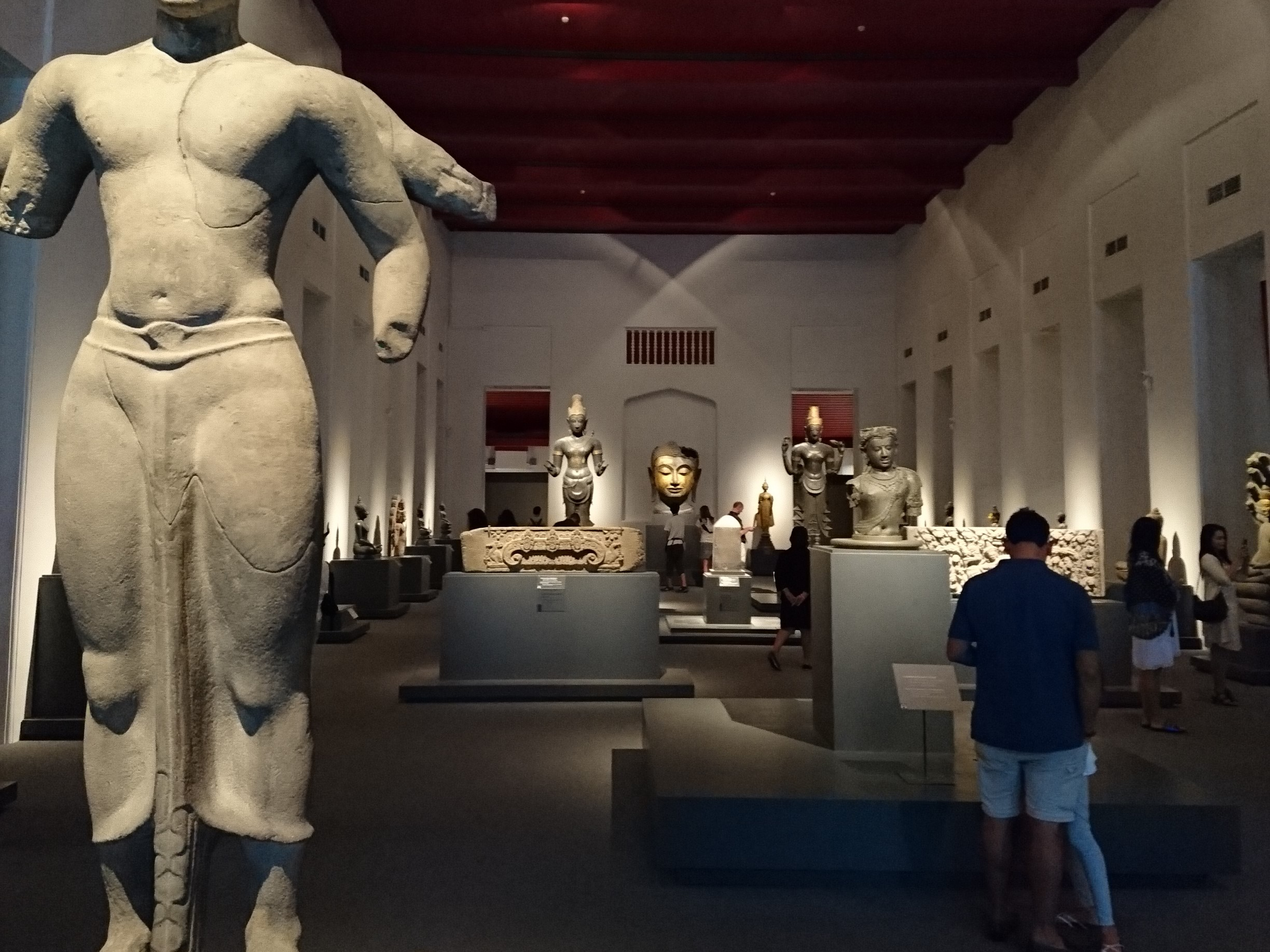
Галерея истории Таиланда в зале Сивамокхапхиман

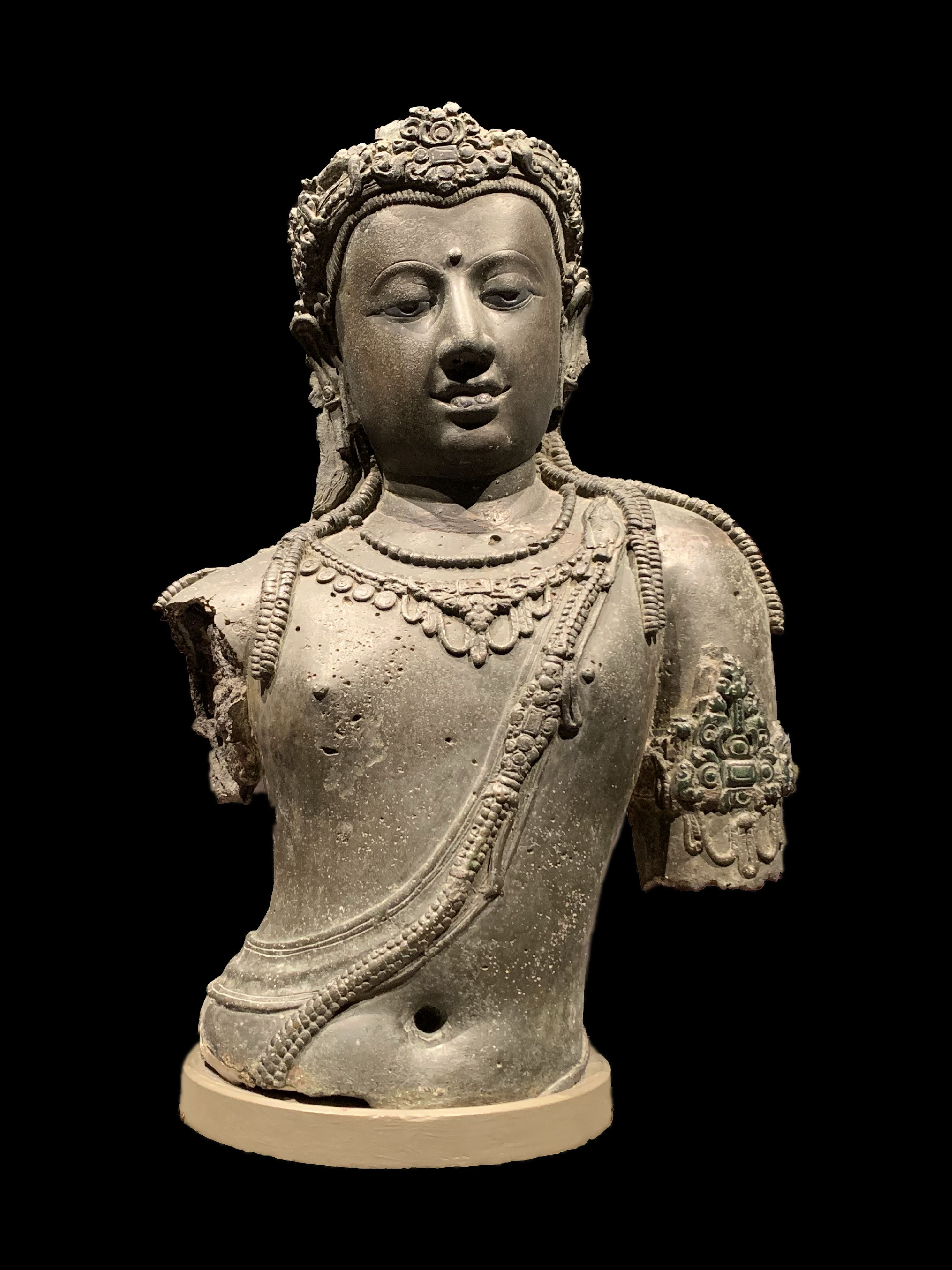
Бронзовый торс статуи бодхисаттвы Авалокитешвары (VIII век, царство Шривиджая. Обнаружен в районе Чайя провинции Сураттани, Южный Таиланд)

Национальный музей Бангкока поддерживает три постоянные экспозиции:
1. Галерея истории Таиланда, расположенная в зале Сивамокхапхиман церемониального здания. Здесь находится стела короля Рамакхамхаенга Великого, которая в 2003 году была включена ЮНЕСКО в программу «Память мира». В комнате слева от входа в зал представлены документы, раскрывающие происхождение тайцев. Также здесь собраны свидетельства начиная с доисторического и до бангкокского периода, в том числе исторические фактов и древние артефакты.
2. Коллекция археологии и истории искусства, разделённая на две части:
  1. Доисторическая галерея, расположенная в задней части зала Сивамокхапхиман.
  2. Галерея истории искусства Галерея, расположенная в северном крыле, в которой можно увидеть предметы периодов Дваравати, Шривиджая и Лопбури (до 1257 года н. э.) вплоть до бангкокского периода (1782 год)
3. Галерея декоративно-прикладного искусства и этнографическая коллекция, расположенная в центральном здании. В коллекцию входят различные предметы искусства, культурные и этнографические экспонаты, такие как изделия из золота и драгоценных камней, перламутровые инкрустации, королевские эмблемы и знаки различия, костюмы, ткани, керамика, резная кость, королевский транспорт, старинное оружие и музыкальные инструменты[4].

## Здания
Основные выставочные залы расположены в трёх зданиях:
- Зал Сивамокхапхиман — здание построено наследником короля Рамы I, Махой Сурой Сингханатом. Первоначально использовался для торжественных приёмов, сейчас в нём располагается галерея истории Таиланда.
- Часовня Буддайсаван — здание построено в 1787 году для изображения Будды — Пхра Будда Сихинг, имеющего важное значение для буддистов. Фрески на стенах часовни изображают сцены из жизни Будды.
- Красный дом — деревянное здание, первоначально предназначенное для принцессы Шри Сударак, старшей сестра Рамы I. Оно было перенесено из старого дворца в Тонбури в Большой дворец для королевы Шри Суриендры, супруги короля Рамы II. В настоящее время в Красном доме выставлены предметы раннего бангкокского периода, некоторые объекты ранее принадлежали королеве Шри Суриендре.

## Общие сведения
Национальный музей Бангкока обычно открыт со среды по воскресенье с 9:00 до 16:00. Не работает во время национальных праздников.